# Ōkubo Tadachika
Ōkubo Tadachika (大久保 忠隣?; 1553 – 28 luglio 1628) è stato un daimyō del clan Ōkubo all'inizio del periodo Edo che governò il dominio di Odawara.
Ōkubo Tadachika era figlio di Ōkubo Tadayo, un vassallo ereditiero del clan Tokugawa di quella che è oggi la città di Okazaki (Aichi). Divenne samurai all'età di undici anni, e raccolse la sua prima testa in battaglia a sedici. Servì in molte delle campagne del padre, incluse le battaglie di Anegawa (1570), Mikatagahara (1573), Nagashino (1575), Komaki e Nagakute (1584) e Odawara (1590). Era considerato come uno dei consulenti più esperti e fidati di Ieyasu, assieme a Honda Masanobu. Nel 1593 gli fu assegnato il ruolo di karō (samurai di rango elevato) con Tokugawa Hidetada. Con la morte del padre nel 1594, divenne il nuovo capo del clan Ōkubo, e daimyō di Odawara, i cui ricavi aumentarono a 65.000 koku. Durante la battaglia di Sekigahara le sue forze si unirono a quelle di Tokugawa Hidetada attraversando il Nakasendō ma arrivarono in ritardo alla battaglia a causa della resistenza di Sanada Masayuki al castello di Ueda, nella provincia di Shinano. 
Nel 1610, dopo la creazione dello shogunato Tokugawa, divenne un rōjū (consigliere dello shōgun). Quello fu un periodo di grandi intrighi politici, poiché Tokugawa Ieyasu si era ritirato a Sunpu, anche se continuava a manipolare i politici da dietro le quinte, aumentando i malumori di Hidedata e dei suoi servitori. Tadachika cadde in disgrazia dello shogunato in quello che fu poi chiamato l'incidente Ōkubo Nagayasu del 1614. I suoi domini furono confiscati, e gli fu riassegnato un piccolo ruolo come hatamoto da 5.000 koku nella provincia di Ōmi. Poco dopo si ritirò dalla vita pubblica e divenne un monaco buddista chiamato Keian Dohaku (渓庵道白?).
A suo nipote Ōkubo Tadatomo fu riconsegnato il dominio di Odawara nel 1687. 